# カイム

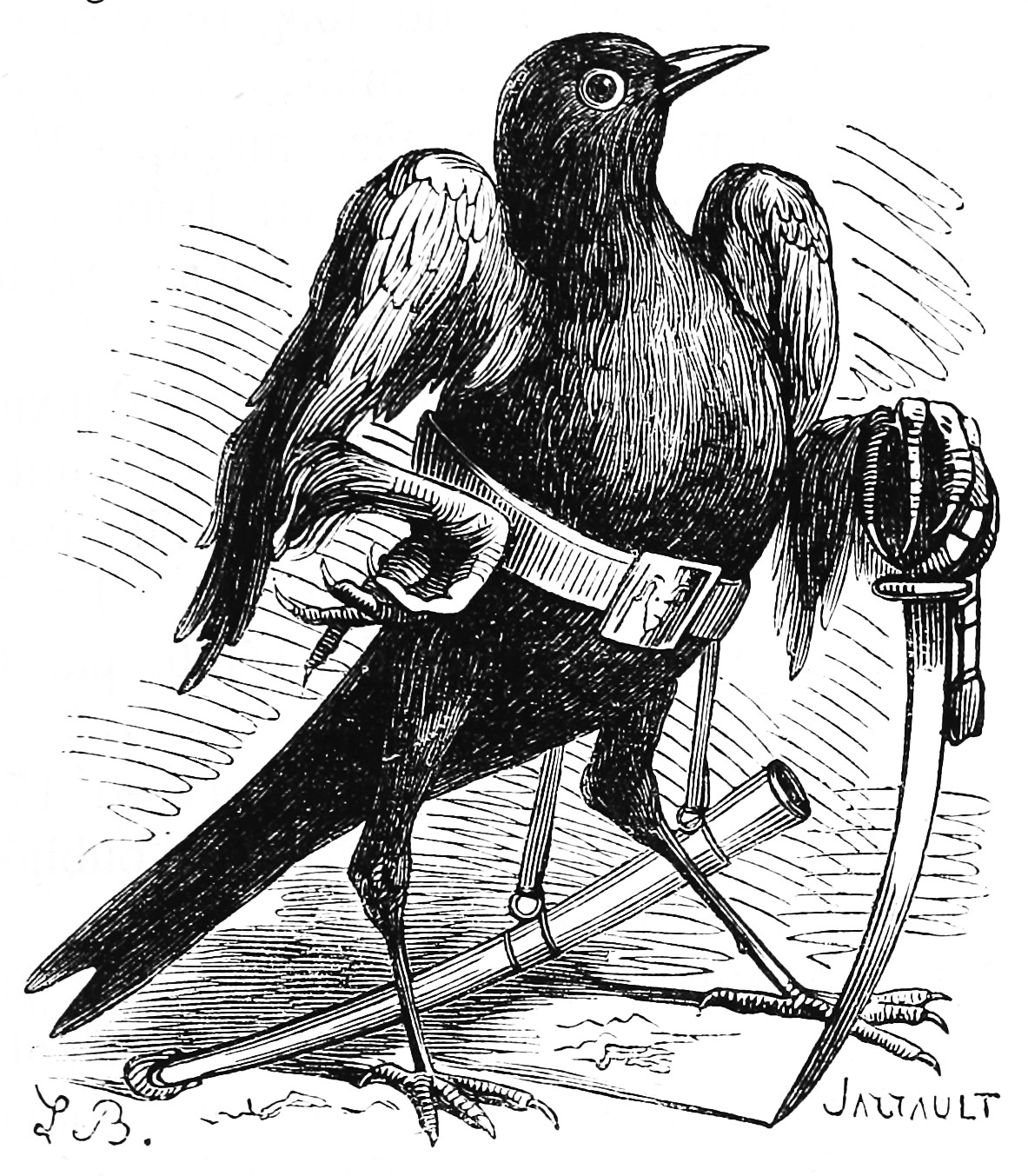
『地獄の辞典』の挿絵のカイム（鳥の姿）

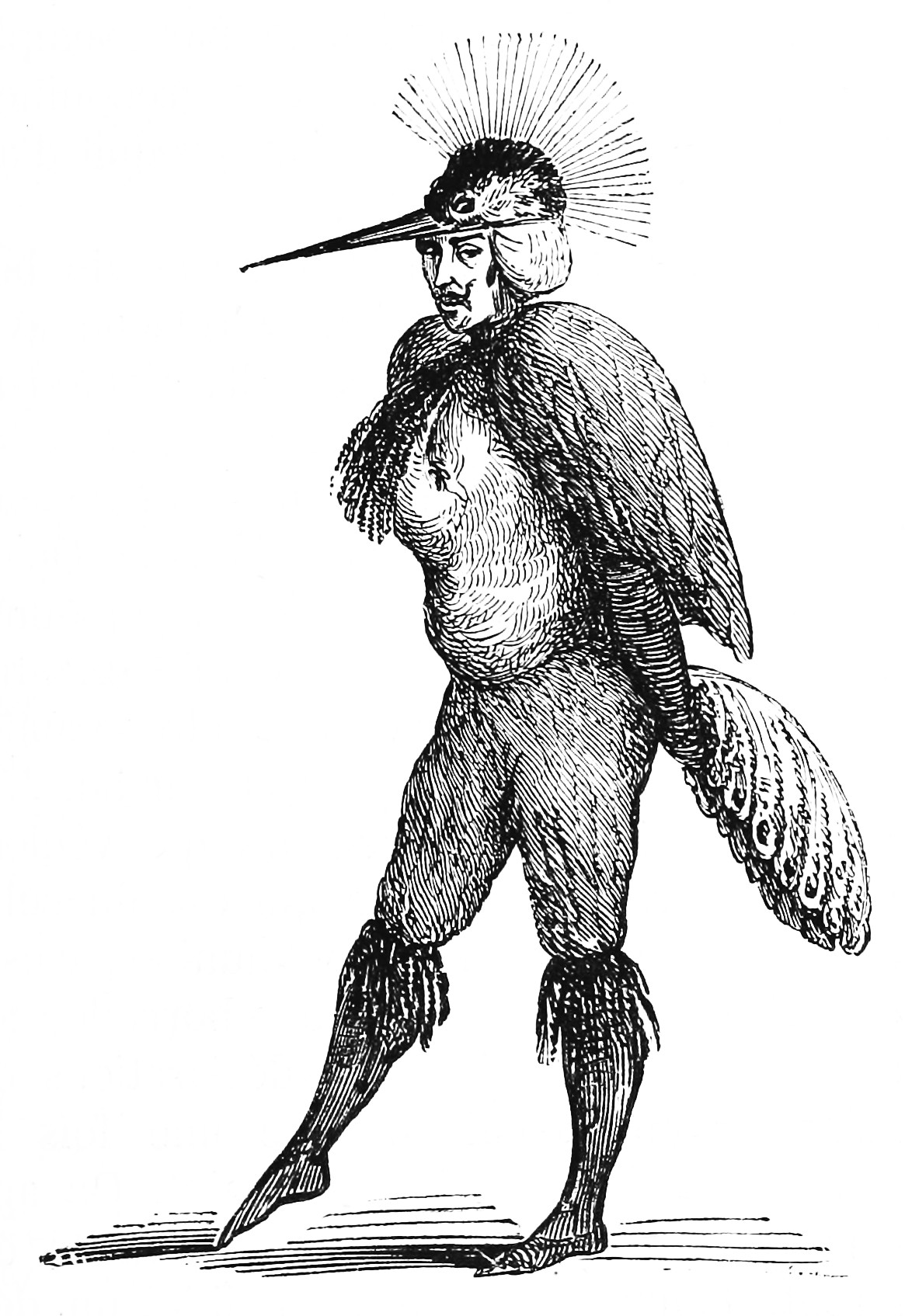
『地獄の辞典』の挿絵のカイム（人間の姿）

カイム (Caym または Caim) は、悪魔学における悪魔の一人。
カミオ (Camio)とも呼ばれる。

## 位階
『ゴエティア』によると72人の魔神の一人で、30の軍団を従える序列53番の大総裁。元は天使の階級であったとされる。

## 外見
ツグミまたはクロウタドリ（きわめて近縁）の姿で現れるが、鋭い剣を持った人間の姿もとるとされる。『地獄の辞典』には「羽飾りをかぶって、孔雀の尾をつけた人間の姿で現れることもある」とあり、剣を持った鳥の姿と鳥の着ぐるみを着た男のような姿の2種類の挿絵が付けられている。

## 言動
人間の姿では、燃え盛る灰もしくは石炭の中で答えるという。
鳥、牡牛、犬、その他の動物の言葉、さらには水の音までも理解できるようにする力を持つ。また、未来の出来事に対する最良の対応を教えてもくれる。
優れた弁論家であり、コラン・ド・プランシーによれば、ルターの論争の相手はカイムだったという。